# 盧日河
盧日河（法語：Louge，法語發音：[luʒ]）是法國的河流，位於該國西南部，屬於加龍河的左支流，河道全長100公里，平均流量每秒6.14立方米，發源自拉讷默藏附近，河口處在米雷。

## 外部連結
- http://www.geoportail.fr （页面存档备份，存于）
- The Louge at the Sandre database